# Grenzhäuserhof
Der zur Ortsgemeinde Treis-Karden im rheinland-pfälzischen Landkreis Cochem-Zell gehörende Grenzhäuserhof ist einer der fünf zum Ortsteil Treis zählenden Höfe.

## Geschichte
Der ursprüngliche Name Grinserhof leitet sich von den früheren Besitzern bzw. Lehnsleuten Gryn von Treis ab. Der heutige Name ist eine Verballhornung durch die französischen Besatzer unter Napoleon.
Wie andere Treiser Höfe, so dürfte auch der Grenzhäuserhof im ausgehenden Mittelalter kurtrierisches Lehen gewesen sein. Er wird 1254 erstmals urkundlich in Zusammenhang mit den Brüdern Theoderich und Konrad Gryn von Treis erwähnt, als sie dem Kloster Himmerod am 27. August ihre Hälfte jeweils schenkten (Theoderich) bzw. verkauften (Konrad).
Im 16. Jahrhundert kam die Familie Baldwein aus Mayen, ein Zweig der Baldwein von Zweibrücken, vermutlich über die Stetzges von Treis in seinen Besitz. Später begegnen uns die Familien Schuch, Göbel, Kaufmann, Seithen, Schaben und Traben sowie Umbscheiden als Besitzer.
Als Hofleute sind vor allem die Familien Gräf, Kneip, Lehnert und Thönes bekannt. Heute ist der Hof im Besitz der Familie Bleser.